# Augmented Pixels
Augmented Pixels — американська компанія, створена українським засновником. Головний офіс компанії розташовується в Пало Альто, Каліфорнія, а офіси з розробки — в Україні, Одеса та Київ, що спеціалізуються розробкою технологій навігації для робототехніки та віртуальної й доповненої реальності.
У 2014 році компанія переїхала до Каліфорнії для участі в стартапі-акселераторі Plug&Play.
Згідно з рейтингом Форбс, компанія увійшла у найкращі 30 технологічних компаній України.
У 2021 компанія була куплена виробником №1 чіпів у світі Qualcomm. Це стало одним з перших випадків такого рівня не тільки в Україні, а й в Східній Європі. 

## Заснування та інвестиції
Стартап заснував у 2013 році в Одесі підприємець Віталій Гончарук. Який є засновником також конференції EECVC та ініціатором  створення  Комітету з розвитку Штучного Інтелекту України. 
До купівлі Qualcomm компанія мала три офіси - в Одесі та Києві, та Пало Альто (США). Після продажу  компанія стала основою офісу Qualcomm в Україні з 2022.     
Основними інвесторами з 2015 року стали каліфорнійські фонди Plug and Play, The Hive і Steltec Capital. 
Станом на 2021 отримано 7 млн доларів інвестицій. 
Серед клієнтів компанії LG, Qualcomm, National Geographic. 
Компанія конкурує з Google, Apple, Facebook у сфері навігації та доповненої реальності.

## Основна ідея
Головною ідеєю роботи компанії є технологія доповненої реальності, яка заснована на детальному 3D-скануванні простору для навігації та відображенням  у просторі контентом (так звана концепція Metaverse).
Продуктами Augmented Pixels користуються в компаніях: LG, Intel, Qualcomm, National Geographic, Jayman, Harkus, Zoom 3D.

## Спеціалізація
Компанія випустила багато продуктів в області доповненої віртуальної реальності, але в основному працюють в таких напрямах:
- ARCloud, Localization;
- Robotics & Drones (робототехніка і дрони);

## Розташування
Засновник Augmented Pixels Віталій Гончарук родом з Одеси. 
У 2014 році після початку війни на Сході України західні компанії значно зменшили замовлення. Тоді ж компанія переїхала до Каліфорнії.